# Többfészkesség

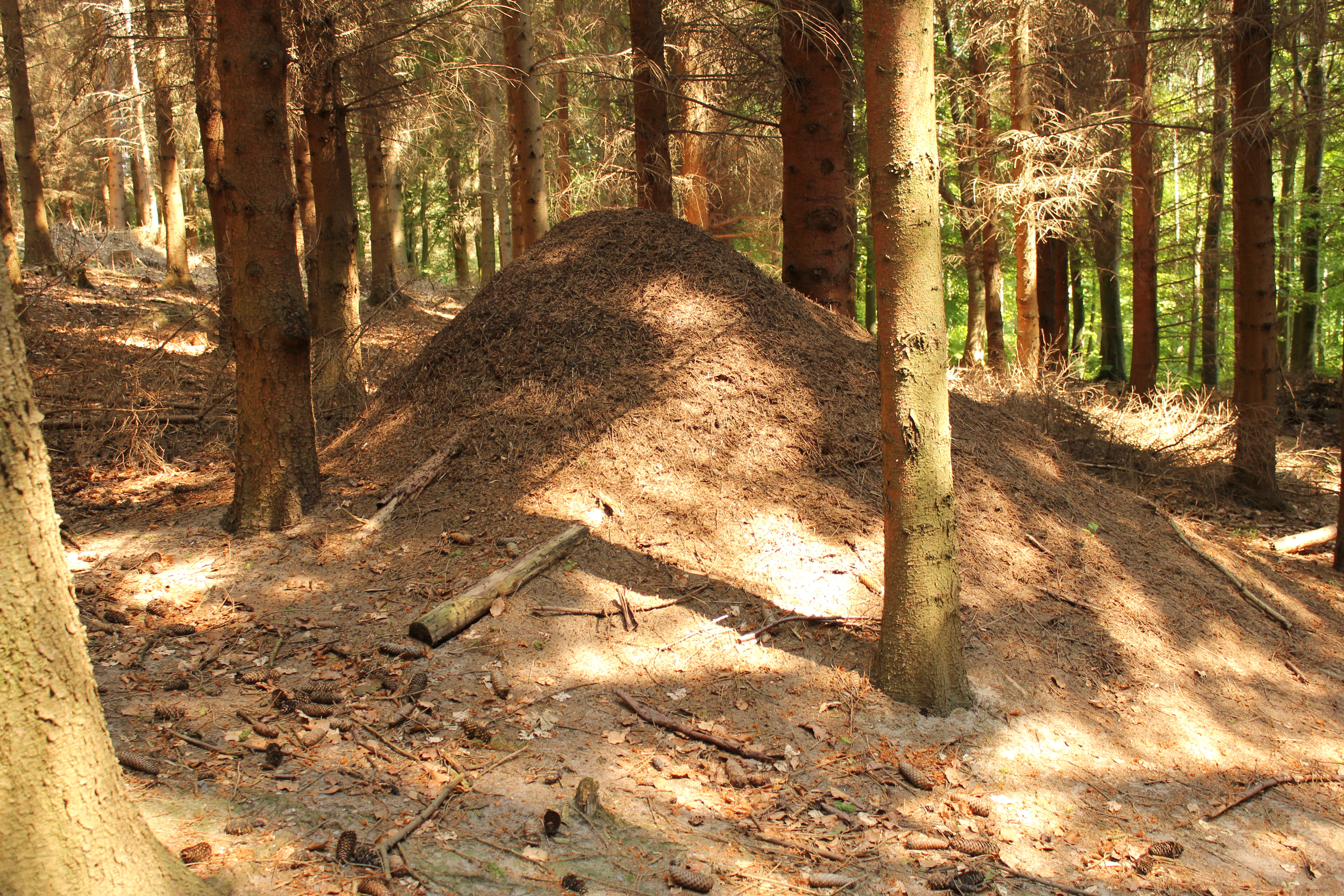
Erdei vöröshangya (Formica rufa) zömmel fenyőtűkből összehordott vára

A többfészkesség (többfészkűség, polidómia) egyes telepes, társadalmakban élő állatok (jellemzően ízeltlábúak) azon szokása, hogy nagy egyedszámú (több tízezer fős – több milliós) kolóniáikat egymáshoz viszonylag közel épült fészkekbe telepítik szét úgy, hogy közben maga a kolónia továbbra is szuperszervezetként viselkedik. Ehhez az egyes fészkeknek rendszeresen kapcsolatot kell tartaniuk egymással; ilyenkor az egyedek információkat és illatanyagokat cserélnek. A Magyarországon élő ízeltlábúak közül ez különösen a valódi vöröshangyákra (F. Formica fajcsoport) jellemző.
A legnagyobb ismert többfészkű kolóniákat a Formica lugubris vöröshangya alakítja ki; egy ilyen kolónia dokumentált kiterjedése elérte a 70 hektárt (Erdészettudományi).
Különös alesete a szezonális többfészkűség (Lőrinczi). Ennek lényege, hogy a kolónia a nyugalmi időszakban (télen) közös fészekben él, és csak az aktív táplálékkereső időszakra települ szét alfészkekbe.